# Klara and the Sun
Klara and the Sun (Klara e o Sol, no Brasil e em Portugal) é um livro de ficção científica de Kazuo Ishiguro, ganhador do Prêmio Nobel de Literatura, lançado no ano de 2021. A narrativa em primeira pessoa se passa em um futuro distópico e conta a história de Klara, uma inteligência artificial robô humanóide que é comprada pela mãe de uma adolescente doente, Josie, para que atue como sua acompanhante.